# Вінні і Лампі святкують Геловін
«Вінні і Лампі святкують Геловін» (англ. Pooh's Heffalump Halloween Movie) — американський анімаційний фільм 2005 року у жанрі фентезі, пригоди, комедія та драма на тему Геловіна, який вийшов прямо на відео, знятий «DisneyToon Studios» та випущений «Walt Disney Pictures», з персонажами діснеївської франшизи «Вінні Пух», заснований на оригінальних персонажах із книг А. А. Мілна. Продовження фільму «Вінні та Хобоступ», це був останній фільм про Вінні Пуха, випущений «DisneyToon Studios».

## Сюжет
Настає Геловін, а на це свято, як відомо, скрізь тиняються жахливі Страхопуди. Маленькому хобоступику Лампі та Поросяткові доводиться перебороти усі страхи, щоб разом з усіма відсвяткувати, а Кролику добряче поміркувати, де знайти солодощі до столу. Нові пригоди Вінні Пуха та його друзів, традиційно, з веселими піснями та кумедними ситуаціями..